# 石晓辉
石晓辉（1963年10月—），男，汉族，重庆九龙坡人，工学博士，教授。1994年12月参加工作，1998年5月加入中国共产党，2011年7月担任重庆理工大学校长、党委副书记。

## 生平
1980年9月至1985年9月，石晓辉在清华大学汽车工程系汽车专业学习，获工学学士学位。1985年9月至1994年12月，石晓辉在重庆大学机械一系工程机械专业学习，先后获工学硕士学位和工学博士学位。
1994年12月至1995年3月，石晓辉在重庆工业管理学院担任教师，1995年12月，升为副教授。1995年3月至1997年1月，任重庆工业管理学院汽研所所长。1997年1月至1997年12月，任重庆工业管理学院车辆工程系副主任。
1997年12月至1998年3月，石晓辉任重庆工业管理学院副院长。1998年3月至1999年5月，任重庆工业管理学院副院长兼院机械系主任。1999年5月至1999年12月，任重庆工学院副院长、党委委员兼院机械系主任。1999年11月，升为教授。1999年12月至2009年5月，任重庆工学院副院长、党委委员。

## 近期
2009年5月至2011年7月，石晓辉任重庆理工大学副校长、党委委员。
2011年7月起，石晓辉任中共重庆理工大学委员会委员、常委、副书记，重庆理工大学校长。